# Mk 12 SPR
나이트 아르마먼트 컴퍼니사에서 제작한 반자동 저격총이다. 탄약은 5.56mm탄을 사용하나, 5.56mm탄의 저지력 한계 때문에 6.8mm SPC탄을 사용하는 모델도 있다.

## 대중 문화
- 게임
  - 모바일 배틀그라운드와 배틀그라운드에서 5.56mm 탄을 사용하는 저격소총 Mk12로 등장한다.

## 같이 보기
- SR25
- Mk 14 EBR